# Brödets historia

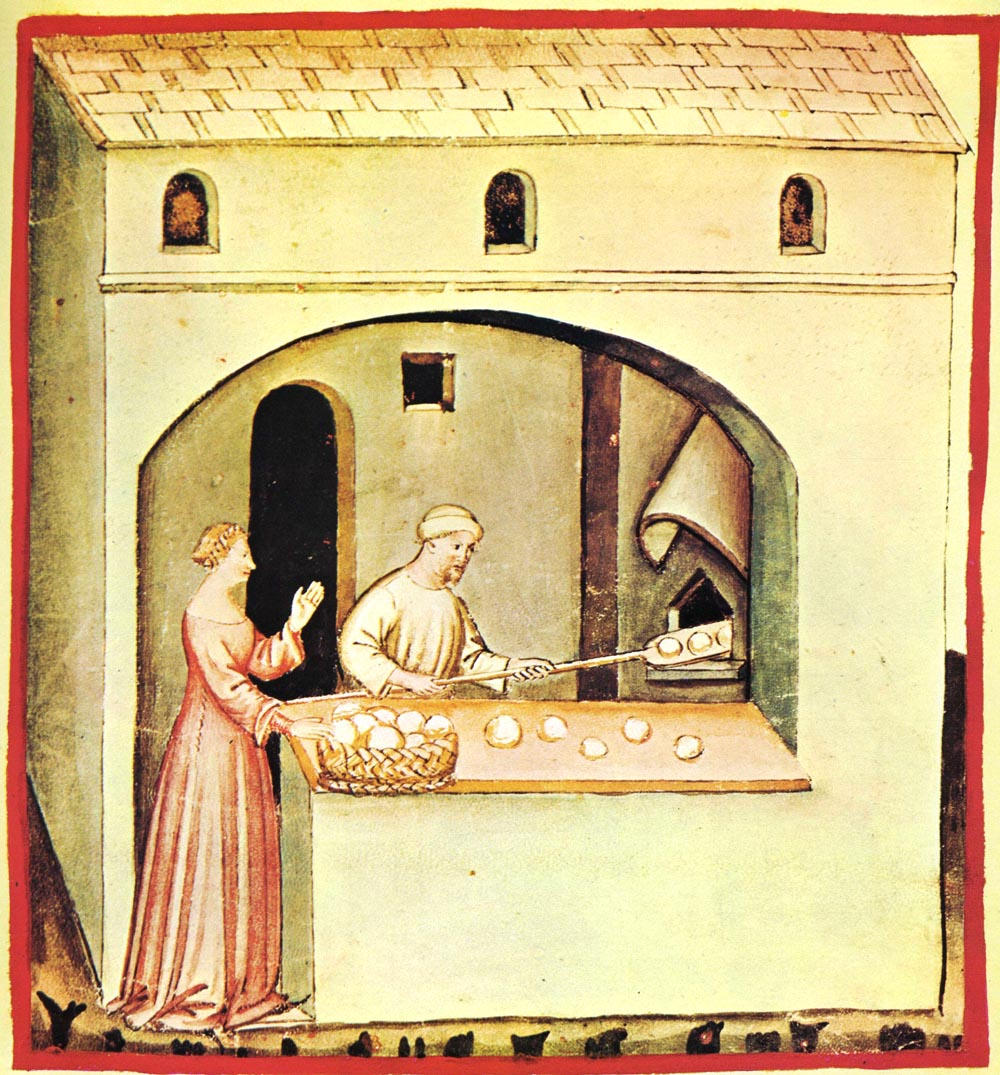
Bageri från 1400-talet.

Brödets historia går så långt bak som till förhistorisk tid, då bröd uppfanns som en vidareanvändning av gröten. I början var det enbart krossade sädeskorn blandade med vatten till en smet som lagades på glöd eller på en stenhäll. Gröten stelnade och fick en helt annan karaktär och man hade uppfunnit det första brödet: det ojästa plattbrödet. Vissa av dessa bröd som var vanliga vid senare delen av stenåldern är populära än i samtiden. Från Grekland kommer pita, från Indien chapati och från Latinamerika tortilla (vilket traditionellt sett bakas med majsmjöl).
När man upptäckt att gröt som bakas i värme blir till bröd, kom senare en annan revolutionerande iakttagelse. En överbliven smet eller deg som fått stå i ett par dagar började fermentera och bilda bubblor. De naturliga bakterierna i luften och på sädeskornen hade satt igång en jäsningsprocess med godartade mjölksyre- och ättiksyre-bakterier. Degen kallas surdeg och används än i nutiden, om än främst av lokala bagerier.
Surdegen gjorde det möjligt att jäsa degarna och skapa mjukare, luftigare och mer smakfulla bröd. Surdegen ger en karaktäristik och lätt syrlig smak som lovsjungs av många.
Det unika vetet, med möjlighet att skapa ett stabilt glutennätverk som håller kvar koldioxidbubblorna från jäsningen och ger luftiga, höga bröd, hade utvecklats till 8000 före Kristus. Men det första arkeologiska fyndet av ett jäst bröd är från Egypten runt 4000 före Kristus. Produktionen av den första jästen kom igång först 300 före Kristus och var då en biprodukt från ölbryggning. En raffinerad och stabil jäst kom först vid början av 1900-talet.
Brödet har hela tiden utvecklats till att bli mer och mer raffinerat. Sädeskornen maldes i början med mortel, men i Mesopotamien i Irak utvecklade man början till stenkvarnen och finare mjöl kunde åstadkommas.

## Bröd i Grekland och Rom
Längs med norra Medelhavet började jästa bröd bakas relativt sent. I Grekland var bröd bakat på korn vanligt och därifrån spred det sig till Rom där man bakade det på spelt. I Grekland började vetet odlas vid 400 före Kristus ungefär, men förmodligen var kornbröd fortfarande det vanliga. Grekerna bakade bröd smaksatta med bland annat honung, anis, sesam och frukter. De bakade både med fullkorn och raffinerat mjöl. Det raffinerade, vita brödet ansågs vara ett tecken på renhet och exklusivitet.
Under romarriket blev bröd bakat på vete en central del av livet. Stora mängder durumvete och vanligt vete importerades från norra Afrika för att stilla behovet.

## Medeltiden och vikingatiden
I början av vår tideräkning fanns det 119 professionella bagare i Rom. Under medeltiden var bagare utpräglade specialistyrken och man bakade antingen vanligt grovt bröd eller det lyxiga vita brödet. I takt med att folks inkomst ökade och med teknisk utveckling av mjölkvarnarna började däremot på 1600-talet allt fler kunna köpa vitt bröd. I norra Europa var dock grovt bröd av råg, korn eller havre vanligare än bröd bakat på vete. Brödet användes ofta som tallrik eller annan typ av behållare för mat.
Under vikingatiden i Skandinavien åt man ojäst, mjukt bröd på korn, som åts direkt efter tillagning. Brödet bakades på stenhäll över öppen eld. När området kristnades ändrades brödkulturen i och med att munkar kom till Norden. Man började använda sig av bakugnar, och det ojästa brödet blev ovanligare, medan det jästa blev vanligare.
På 1800-talet gick en gräns från Bohuslän genom Värmland, Dalarna och på gränsen mellan Gästrikland och Hälsingland. Norr därom var bröden ojästa, söder därom jästa.

## Modern tid

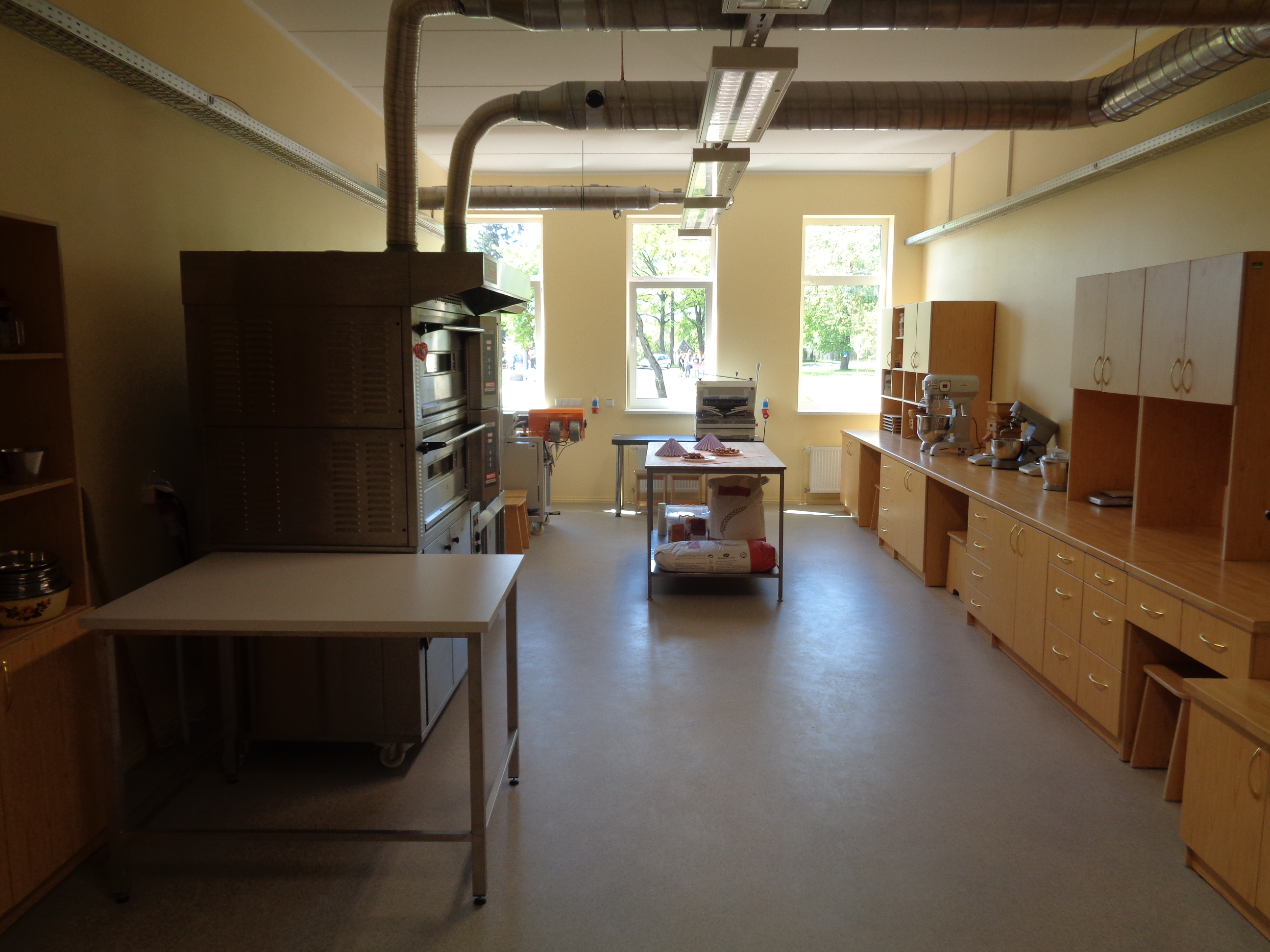
Bageriet, Fakultet för livsmedelsteknologi, Lettland Lantbruksuniversitet.

Fram till renässansen hade brödkonsten utvecklats vidare och smördegen hade uppfunnits. Recept på bröd började dyka upp i kokböcker för den växande medelklassen och engelska och amerikanska kokböcker från 1700-talet innehåller massor av recept på bröd och mjuka kakor och småkakor.  År 1875 åt varje man i den svenska flottan dagligen två skålpund rågbröd. År 1906 åt i medeltal en vuxen person i Köpenhamn 300 danska skålpund rågbröd om året.
Vid den här tiden bakades det mesta fortfarande hemmavid, men den industriella revolutionen hade börjat och bagerier tog över mer och mer. Vissa bagerier förfalskade sina bröd med alun för att göra dem vita och drygade ut mjölet med kalk från malda djurben. Att bagerierna tog över kritiserades ur ekonomiska, moraliska och näringsmässiga aspekter. Kritikerna misslyckades dock med att vända trenden.

### Föregångaren till bakpulver
I den första amerikanska kokboken, American Cookery, som kom 1796 beskrevs ett nytt jäsningsmedel. Det kallades ”pearlash” och var en mer raffinerad form av pottaska. De jäsningsmedel som hade använts innan hade det svårt att göra en lös deg eller smet luftig. ”Pearlash” består huvudsakligen av kaliumkarbonat och är en föregångare till bakpulver som kom mellan 1830 och 1850.

## Industrialiseringen

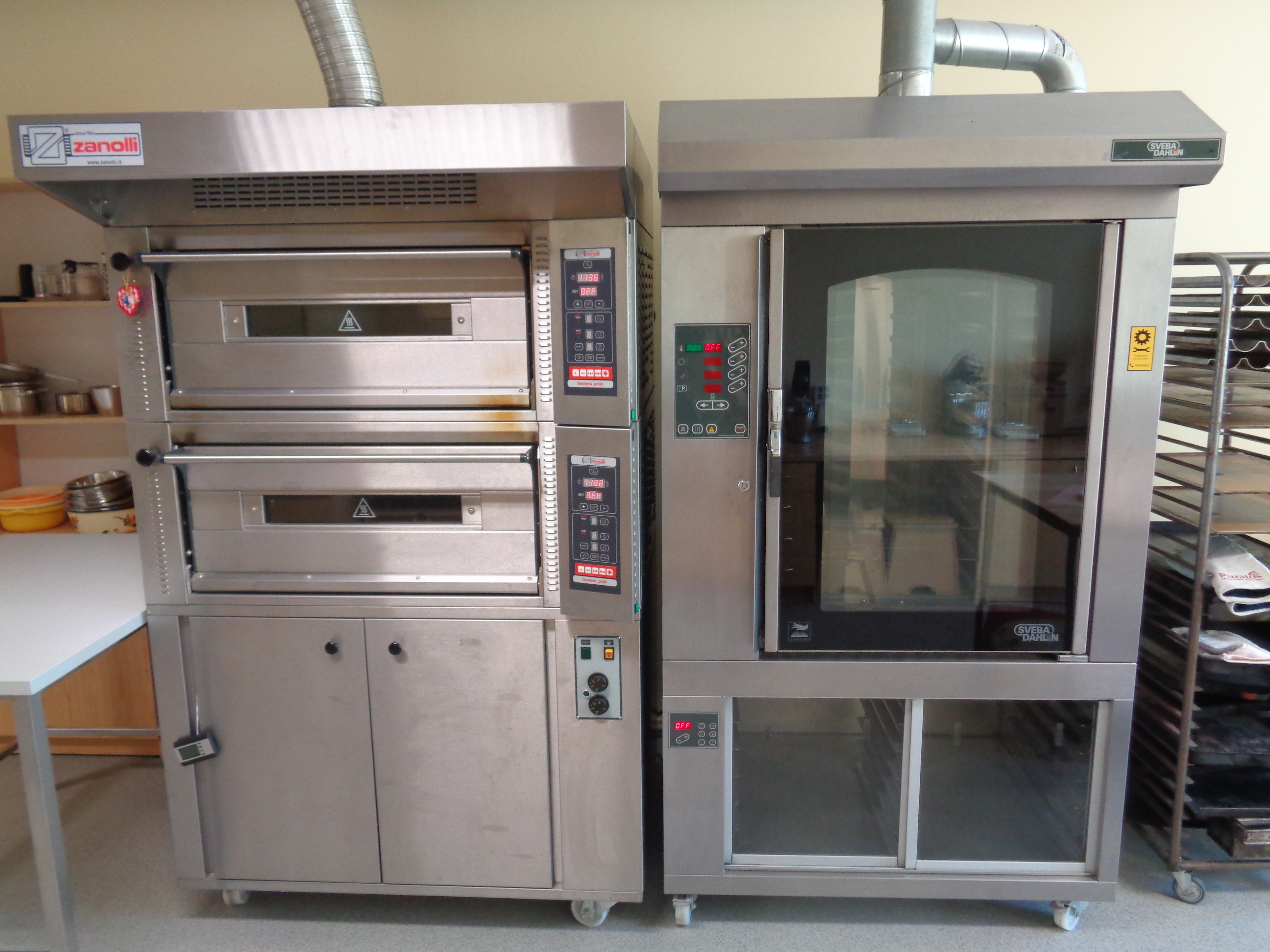
Industriell "Zanolli" dubbel härd däck ugn (vänster) och "Sveba-Dahlen" roterande rack ugn (till höger), bageriet, fakultet för livsmedelsteknologi, Lettland Lantbruksuniversitet.

I början av 1900-talet sjönk brödkonsumtionen och en övergång skedde från rågbröd till vetebröd. I Köpenhamn år 1906 var relationen rågbröd:vetebröd = 6:1. Folk blev inte lika beroende av brödet för överlevnad som tidigare generationer varit. Man hade råd att äta mer kött och mer kakor istället.
På 1900-talet förflyttades också brödbaket från hemmet till industrierna. Det förflyttades också från att vara ett hantverk som krävde tid till att bli industriellt optimerat. Brödet hade tidigare alltid jäst och utvecklats med biologiska krafter och fått smak av samma process. I industrierna behövde det gå fort och det som tidigare tog ett par timmar att baka gjordes på betydligt kortare tid genom mer mekaniska processer. Brödet får därför också mindre smak och en mjuk, sockerkaksliknande konsistens, utan skorpa som traditionellt bakade bröd har.
Den första kommersiella maskinen som skar upp och förpackade färdigskivat bröd uppfanns och patenterades av Otto Frederick Rohwedder 1927 i St. Joseph, Missouri i USA. 1928 såldes den första skivade och färdigförpackade limpan. Uppfinningen kom strax efter utvecklandet av den automatiska brödrosten, som passade bra ihop med färdigskivat bröd av standardiserad tjocklek och tillsammans erövrade de snabbt hemmen. Redan efter några år, 1933, var mer än hälften av alla limpor som såldes i USA färdigskivade. 
I början av 2000-talet tillverkas det mesta av brödet industriellt och paketeras i plastpåsar och säljs i vanliga matvarubutiker. Större matvarubutiker säljer butiksgräddat bröd. Bröden bakas med olika färdiga mjölblandningar i centralbagerier och fryses ned för att transporteras till butiken, där de sedan gräddas och säljs.

## Källförteckning
1. 1 2 3 4 5 6 7 8 9 10 11 12 13 14  McGee, Harold (2004) (på engelska). On Food and Cooking. ISBN 978-0-684-80001-1
2. ↑  ”Brödets historia”. Sveriges bagare och konditorer. Arkiverad från originalet den 13 november 2013. https://web.archive.org/web/20131113084856/http://www.bageri.se/files/press/brodets_historiasbkab.pdf. Läst 13 november 2013.
3. ↑  Arbete och redskap kap. 8 Matberedning, Nils-Arvid Bringéus.
4. ↑  Bagerne i det 19de århundrede, Tidsskrift for industri 1906